# Грегориу, Жадел
Жадел Абдул Гани Грегориу (порт. Jadel Abdul Ghani Gregório, при рождении Жадел Грегориу; род. 19 сентября 1980, Жандая-ду-Сул, Парана, Бразилия) — бразильский легкоатлет, специализировавшийся на прыжках в длину и тройных прыжках. Серебряный призёр чемпионата мира 2007 года в тройном прыжке. С результатом 17,90 м является рекордсменом Бразилии и Южной Америки в тройном прыжке.

## Карьера
Дважды принимал участие в соревнованиях по тройному прыжку на летних Олимпийских играх — в 2004 и 2008 годах — однако не смог завоевать призовых мест, показав 5-е и 6-е места соответственно. В Афинах также пробовал свои силы в прыжках в длину, однако не смог квалифицироваться в финальную стадию соревнований, показав лишь 32-й результат.
В 2007 году на домашнем этапе серии «IAAF World Challenge» показал результат 17,90 м в тройном прыжке, установив тем самым национальный рекорд Бразилии в этом виде. В том же году на чемпионате мира по лёгкой атлетике, проходившем в Осаке, с результатом 17,59 м в тройном прыжке занял второе место, уступив лишь португальцу Нелсону Эворе.

## Личная жизнь
В 2005 году Жадел Гани Грегориу женился на ливанке Самаре Абдул Гани, после чего принял ислам и официально сменил своё имя на Жадел Абдул Гани Грегориу. У пары есть сын и дочь.